# Start Jełowa
Start Jełowa, właśc. Gminne Zrzeszenie Ludowe Zespoły Sportowe Start Jełowa – polski klub piłkarski z siedzibą w Jełowej, założony w 1951 roku. W sezonie 2025/2026 występuje w klasie okręgowej, gr. opolskiej I. Uczestnik Pucharu Polski w edycji 2022/2023, dzięki zwycięstwu w pucharze na szczeblu województwa opolskiego.
Domowe mecze rozgrywa na stadionie przy ul. Nadleśnej 35.